# Неурохистолошке методе
Неурохистолошке методе су методе којима се омогућава изучавање нервног ткива. Електронска микроскопија, у комбинацији са другим методама, дала је главна сазнања о структури и функцији нервног ткива, али свакако треба се осврнути и на методе које су јој претходиле. Три основне методе за изучавање нервног ткива уведене су крајем 19. века значајно су допринеле сазнањима из ове области:
- Голђијева метода (Камило Голџи, Camillo Golgi, 1843-1926)
- Нислова метода (Франц Нисл, Franz Nissl, 1860-1919);
- Вајгертова метода (Карл Вајгерт, Carl Weigert, 1845-1904)

### Голџијева метода
Голџијевом методом се солима сребра обоје сви делови неурона чиме је омогућено да се први пут уочи његов стварни изглед. Осим тога овом методом је било могуће упознати се са:
- бројем дендрита
- начином гранања дендрита
- дужином и начином гранања аксона.

Недостатак методе је што се њоме не могу уочити цитолошке појединости (једро, органеле и др.) нити начин преношења надражаја кроз синапсу јер је ћелија услед наталожених соли сребра потпуно зацрњена.

### Нислова метода
Нисловом методом се базним бојама интензивно боје групације, назване Нислова тела, у цитоплазми тела неурона па се тако прикажу тела свих неурона у сивој маси ЦНС-а. На тај начин се не може видети стварни изглед неурона, као што је то могуће Голђијевом методом, јер се не виде наставци, али се зато може сагледати општи план ћелијске грађе сиве масе целог мозга или његових различитих подручја. Под општим планом грађе сиве масе подразумева се број, величина, облик и међусобни распоред тела неурона и глијалних ћелија. 

### Веигертова метода
Веигертова метода заснива се на особини мијелинских омотача да се солима неких тешких метала боје тамносмеђе или црно. Тиме се може упознати општи план грађе беле масе, односно, међусобни распоред и усмереност снопова мијелинских аксона, али не и немијелинских. Топографски положај и усмереност главних можданих путева (tractus), какав је нпр. tractus corticospinalis, дефинисани су овом методом. 
Препарати обојени Нисловом и Веигертовом метода су међусобно у односу као фотографија и њен негатив, јер се првом методом боји сива, а другом бела маса. Оно што је на Нисловом препарату обојено (позитивно), то је на Веигертовом препарату необојено (негативно) и обрнуто. Ако комбинујемо ове две методе па наизменично бојимо пресеке можданог ткива, добићемо увид у просторни распоред и међусобне односе елемената сиве и беле масе.
Недостатак ове две метода је што не могу да покажу:
- тачно место (ћелију) поласка и завршетка путева преноса надражаја
- стварни изглед неурона
- неуротрансмитерску природу неурона
- синапсе

### Електронска микроскопија
Електронска микроскопија око 1955.год. пружа одговоре на сва питања које претходне методе нису могле. Комбинацијом те и Голђијеве методе долази се до првих података о саставу и грађи синапси. Увођење Финк-Хејмерове методе у електронску микроскопију откривени су многи мождани путеви до тада непознати јер се омогућило посматрање и немијелинских аксона. Методом унутарћелијских микроелектрода и савремених начина праћења преношења акционог потенцијала остварена је веза између физиолошких својстава неурона са њиховим изгледом и односима у синапсама. 